# سكاكافاتس (بوسانسكي بتروفاتس)
سكاكافاتس (بالبوسنوية: Skakavac)‏ هي قرية في البوسنة والهرسك. وهي تقع على أراضي بلدية بوسانسكي بتروفاتس التابعة لكانتون يونا-سانا في اتحاد البوسنة والهرسك. طبقا لنتائج تعداد البوسنة عام 2013 فقد كان عدد سكانها 22 نسمة.

## التركيبة السكانية

### التطور التاريخي للسكان
| 1961 | 1971 | 1981 | 1991 | 2013 |
| ---- | ---- | ---- | ---- | ---- |
| 570  | 469  | 370  | 226  | 22   |

### توزيع السكان حسب الجنسية (1991)
في عام 1991 كان المجتمع المحلي للقرية يتكون من 226 نسمة وكلهم كانوا من الصرب